# آندریا کانو
آندریا کانو (انگلیسی: Andrea Cano؛ زادهٔ ۱۸ آوریل ۱۹۷۶) بازیکن فوتبال اهل ایتالیا است.
از باشگاه‌هایی که در آن بازی کرده‌است می‌توان به باشگاه فوتبال پادوا، باشگاه فوتبال فروزینونه، باشگاه فوتبال ویرتوس لانچانو، و باشگاه ورزشی لاتزیو اشاره کرد.